# Carlos Verzeletti
Dom Carlos Verzeletti (Trenzano, Itália, 8 de setembro de 1950) é um sacerdote e bispo  católico. É o primeiro bispo de Castanhal, no Estado do Pará.

## Estudos e presbiterado
Realizou seus estudos fundamental e médio no Seminário Menor Maria Imaculada e no Colégio Cesare Arici, na Itália. Estudou Filosofia e Teologia no Seminário Maior Maria Imaculada de Bréscia, onde foi ordenado padre no dia 12 de junho de 1976.
Em seu ministério, foi Vigário da Paróquia Chiesanuova, em Brescia (1976-1982); Pároco da Paróquia Nossa Senhora de Nazaré, Viseu (1982-1996); Coordenador de Pastoral da Diocese de Bragança do Pará; e Coordenador da Escola de Formação Pastoral de Leigos da Diocese de Bragança.

## Episcopado
No dia 15 de maio de 1996 o Papa João Paulo II o nomeou Bispo auxiliar da Arquidiocese de Belém do Pará, com a sé titular de "Tepelta". Recebeu a ordenação episcopal no dia 28 de julho de 1996, em Belém, através de Vicente Joaquim Zico, tendo Dom Miguel Maria Giambelli e de Dom Bruno Foresti como co-consagrantes.
No dia 29 de dezembro de 2004, o Papa João Paulo II instituiu a nova Diocese de Castanhal e o nomeou primeiro Bispo da mesma.
Em seu ministério episcopal, foi responsável dos Meios de Comunicação do Regional Norte 2 da CNBB; diretor da Fundação Nazaré de Comunicação; diretor do Centro de Cultura e Formação Cristã da Arquidiocese de Belém; e responsável da Pastoral Catequética do Regional Norte 2 da CNBB.